# Mengelrode
Mengelrode ist ein Ortsteil der thüringischen Stadt Heilbad Heiligenstadt im Landkreis Eichsfeld.

## Geographie und Verkehr
Der Ort liegt nördlich der Bundesautobahn 38 an der Beber. Umliegende Orte sind Streitholz, Schachtebich und die Kreisstadt Heilbad Heiligenstadt.
Erreicht werden kann Mengelrode über die Anschlussstelle „Heilbad Heiligenstadt“ an der Bundesautobahn 38. Der nächste Bahnhof befindet sich ebenfalls in Heiligenstadt.

## Geschichte
Mengelrode wird 1310 erstmals als Mengelderode in einer Urkunde erwähnt, wo ein Konrad von Parensen zugunsten des St. Martinstiftes in Heiligenstadt auf den Zehnten verzichtet. Bis zur Säkularisation gehörten Mengelrode und die umliegenden Orte zu Kurmainz. Von 1802 bis 1945 war der Ort Teil der preußischen Provinz Sachsen. 1940 arbeiteten Zwangsarbeiterinnen und Zwangsarbeiter in Mengelrode. Nach dem Zweiten Weltkrieg war Mengelrode Teil der sowjetischen Besatzungszone. Von 1949 bis zur Wiedervereinigung gehörte Mengelrode zur DDR. 1990 wurde die eigenständige Gemeinde Teil des neuen Bundeslandes Thüringen.

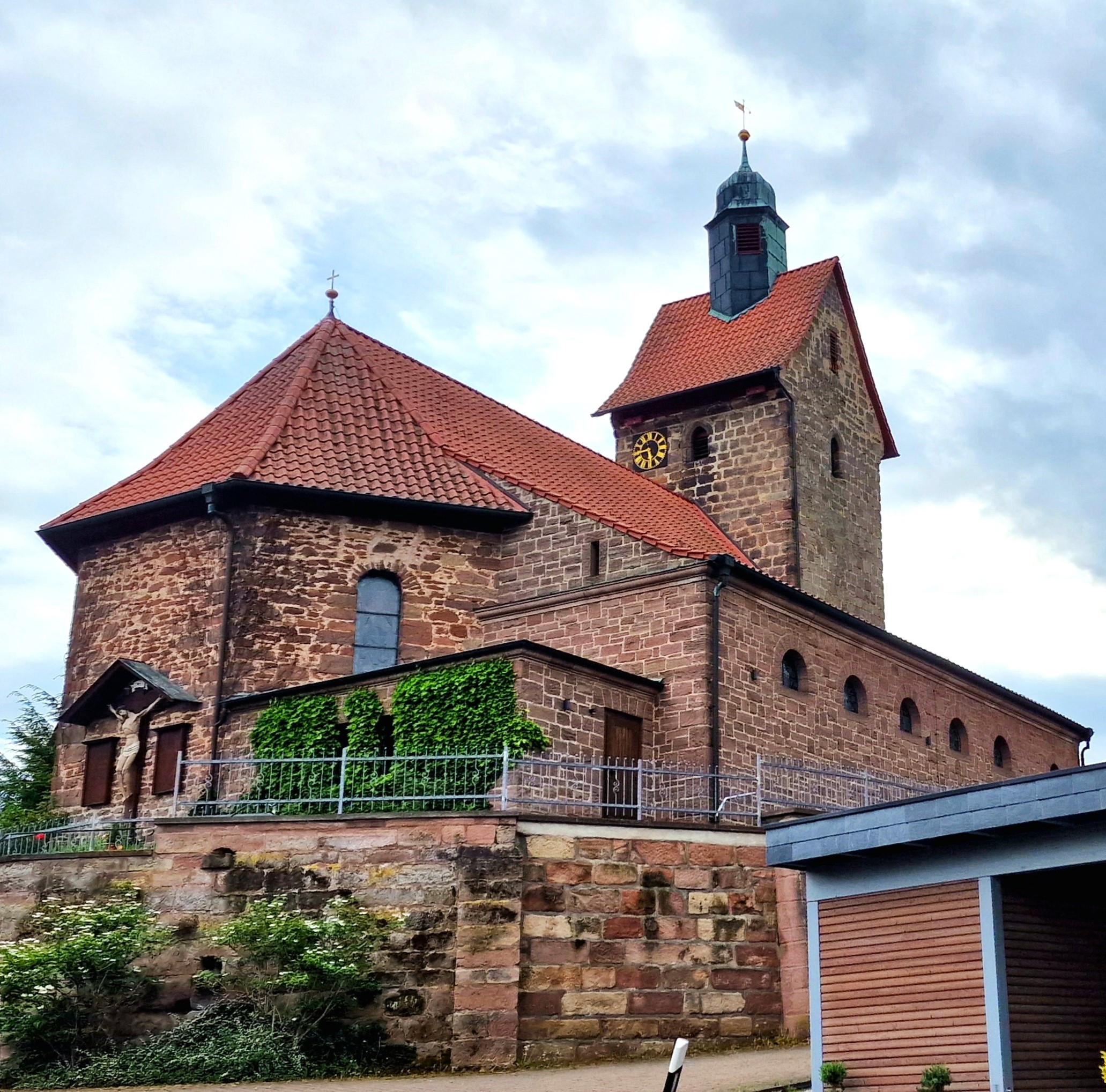
Kirche St. Maria Magdalena

Am 1. Januar 1991 schlossen sich die Gemeinden Mengelrode, Siemerode, Bischhagen und Streitholz zur neuen Gemeinde Hohes Kreuz zusammen, die vom 2. Januar 1992 bis zum 31. Dezember 2023 der Verwaltungsgemeinschaft Leinetal angehörte. 
Mengelrode ist seit 1. Januar 2024 Ortsteil der Stadt Heilbad Heiligenstadt.
Die 1687 erbaute Mengelrodener Kirche existiert noch heute. Im Jahre 2005 hatte der Ort 391 Einwohner.

## Sehenswürdigkeiten
- Kirche in Mengelrode von 1687